# Wuda
Wuda (chiń. 乌达区; pinyin Wūdá Qū) – dzielnica w prefekturze miejskiej Wuhai, w północnych Chinach, w regionie autonomicznym Mongolia Wewnętrzna. W 2010 roku liczba mieszkańców dzielnicy wynosiła 129 089.